# Factory Bluffs
Die Factory Bluffs (englisch für Fabrikklippen) sind 120 m hohe Kliffs auf Signy Island im Archipel der Südlichen Orkneyinseln. Sie ragen südlich der Signy-Station und der Factory Cove auf.
Das UK Antarctic Place-Names Committee benannte sie am 20. Dezember 1974 nach einer kleinen Fabrik, die in den 1920er bis in die 1930er Jahre unterhalb der Kliffs am Ufer der Factory Cove zur Verarbeitung von Walkadavern in Betrieb war.